# Dollopterus
Dollopterus è un genere di pesce osseo estinto, forse appartenente ai colobodontidi. Visse nel Triassico medio (Ladinico, circa 245 - 243 milioni di anni fa) e i suoi resti fossili sono stati ritrovati in Germania. 

## Descrizione
Questo pesce possedeva un corpo allungato e snello, ma soprattutto era dotato di enormi pinne pettorali che ricordavano quelle degli attuali pesci volanti (generi Exocoetus e Cypselurus). Dollopterus, lungo fino a 30 centimetri, era caratterizzato dalla presenza di pesanti scaglie quadrangolari che ricoprivano gran parte del corpo, al contrario di altri generi di pesci "volanti" triassici quali Potanichthys e Gigantopterus che ne erano quasi privi. Le pinne pettorali erano particolarmente ingrandite e larghe, mentre la pinna dorsale e la pinna anale erano arretrate ma piuttosto ampie anch'esse. Il muso era corto e arrotondato.

## Classificazione
Dollopterus è stato inizialmente descritto come un membro dei toracotteridi, un gruppo di pesci attinotterigi spesso accostati ai peltopleuriformi, che svilupparono nel corso della loro evoluzione enormi pinne pettorali in un modo simile a quello degli attuali pesci volanti. Dollopterus, in particolare, sembrerebbe essere stato un membro arcaico del gruppo, a causa della presenza di scaglie ganoidi ancora molto presenti su tutto il corpo. Nelle forme più derivate queste scaglie ganoidi erano molto ridotte. Altre caratteristiche morfologiche, tuttavia, farebbero pensare a una vicinanza con il genere Colobodus, solitamente ascritto ai perleidiformi. È possibile, quindi, che le grandi pinne pettorali di Dollopterus e dei toracotteridi fossero un fenomeno di convergenza evolutiva.
Il genere Dollopterus venne istituito da Othenio Abel nel 1906, per accogliere la specie Dolichopterus volitans, descritta nel 1891 da Compter e nota per fossili ritrovati in terreni del Ladinico nel Muschelkalk in Germania. Il nome generico, tuttavia, era già stato utilizzato e fu quindi Abel a fornirne uno nuovo. Successivamente Stolley (1919) descrisse, oltre alla specie tipo Dollopterus volitans, altre due specie (D. brunsvicensis rinvenuta nei pressi di Braunschweig e D. subserratus proveniente da depositi nei pressi di Lichtenberg), anch'esse risalenti al Ladinico. 